# Tulipanfest (Ribe)
Tulipanfest i Ribe er en form for byfest, der afholdes én gang årligt.
Sidst i 1940’erne er markerne syd for Ribe fyldt med tulipaner og liljer. Her dyrkes løg til de populære blomster. Ved blomsterløgsdyrkning bruges selve blomsterhovedet ikke og det var her ideen opstod.
Ifølge Tulipanfestens egne officielle hjemmeside, var det konen til den daværende turistchef, Keld Christensen, der fik ideen til at udsmykke Ribe med de mange blomsterhoveder.
Ifølge Billed Bladet, der gæstede byen i forbindelse med den første Tulipanfest, var det direktøren for Dansk Blomsterløgkultur, M. C. Hagelund, der fik ideen.
Fakta er det, at den første tulipanfest blev afholdt på mors dag d. 12. maj 1952. Op mod 100.000 afrevne blomsterhoveder var blevet leveret til byen, der blev benyttet til blomster- guirlander, kranse og andet til at udsmykke byen med.
Begunstiget af godt vejr, var succesen hjemme og man gentog den igen året efter. 130 huse i Ribe var udsmykket og 20-25.000 mennesker gæstede byen.
I 1957 var der helt op imod 50.000 gæster i byen for at se de mange udsmykninger.
Det var et stort arbejde at udsmykke byen i dagene og mest nætterne op til festdagen. Det store arbejde fik mange af byens erhvervsdrivende til at springe fra og i 1963 var festen helt aflyst.
I 1964 overtog byens tre store sportsklubber, Ribe Håndboldklub, Ribe Badmintonklub og Ribe Fodboldklub festen. Dermed blev festen drevet videre af foreningernes frivillige kræfter.
1970’ernes start med årets Tulipanfest starter atter med en debat om festens berettigelse, da der er gået lidt for meget øldrikkeri og voldsmentalitet i den.
I midten af 1990’erne er festen spredt ud til en tulipanfestuge, der afsluttes af et Tulipanoptog gennem byen.
2010’erne har der været tre emner omkring årets Tulipanfest, der går igen år efter år:
-         de unges druk ved Tulipanfesten, der har afledt et afspærret tulipanfestområde, hvor man ikke selv må medbringe alkohol
-         der benyttes oftere og oftere farvede servietter frem for blomsterhoveder
-         for få deltagende i tulipanoptoget
Et nyere tiltag med stor succes, er Tulibierfesten fredag aften, hvor teamet er tyrolerudklædning og øl i rigtige bier-krus.
Målt på økonomisk overskud, at festen fortsat en stor succes for de tre klubber bag, naturligvis som den første Tulipanfest – afhængigt af vejret.
Grundet COVID19, var Tulipanfesten aflyst i 2020.